# Spyridon Vasdekis
Spyrídon Vasdékis (griechisch Σπυρίδων Βασδέκης; * 23. Januar 1970 in Volos) ist ein ehemaliger griechischer Weitspringer.
Bei den Olympischen Spielen 1992 in Barcelona schied er in der Qualifikation aus. 1993 siegte er bei den Mittelmeerspielen und wurde Zehnter bei den Leichtathletik-Weltmeisterschaften in Stuttgart. Bei den Weltmeisterschaften 1995 schied er ohne gültigen Versuch aus.
1996 gewann er Bronze bei den Halleneuropameisterschaften in Stockholm, kam aber bei den Olympischen Spielen in Atlanta erneut nicht über die Vorrunde hinaus. 1997 wurde er Achter bei den Hallenweltmeisterschaften in Paris.
Seine Schwester Olga Vasdeki war als Dreispringerin erfolgreich.

## Persönliche Bestleistungen
- Weitsprung: 8,19 m, 9. Juli 1995, Budapest
  - Halle: 8,10 m, 22. Februar 1997, Piräus